# Millor fortuna

Millor fortuna és un terme estrictament judicial, aplicable quan existeix un canvi favorable en la situació econòmica personal o familiar d'algú i aquesta nova situació influeix en la seva condició jurídica.
El la terminologia específica es diu vingués a millor fortuna. És aplicable quan algú no pot pagar les costes judicials i la justícia accepta que en un termini determinat, i mentre no obtingui més recursos econòmics (quan hi hagi millor fortuna), no haurà de pagar aquestes despeses ocasionades.
La millor fortuna d'un condemnat consisteix com a la persona no pot fer front a les despeses de les costes judicials, declarant-se en aquest cas com a insolvent.
Segons la Llei de cada país, aquesta condició està subjecta a revisió quan la situació del condemnat canviï i hi hagi millor fortuna. També s'aplica quan les parts en un litigi han decidit postergar el pagament del deute fins que el deutor disposi de recursos econòmics.
La millor fortuna implica l'existència d'un increment en el patrimoni del condemnat en costes per un judici i aquest increment ha de produir-se en un període determinat, per la qual cosa no cal valorar situacions anteriors o posteriors. A Espanya és de 3 anys.

## Aplicació
La millor fortuna s'aplica en l'àmbit de la justícia gratuïta quan el condemnat no disposa de recursos econòmics suficients com per a afrontar el pagament de les costes processals, és a dir, se l'obliga al pagament de les causades en el seu defensa i les de la part contrària. El càlcul es realitza sobre la base dels ingressos i recursos econòmics del condemnat per tots els conceptes que superin el quàdruple del salari mínim interprofessional fixat cada any.

## Espanya
La Llei 1/1996, de 10 de gener, d'assistència jurídica gratuïta, diu que el beneficiari de justícia gratuïta estarà exempt del pagament de les costes, llevat que aquest beneficiari vingui a “millor fortuna” dins el termini dels 3 anys següents a la terminació del procediment judicial.